# كم هيونغ إل
كيم هيونغ إل (بالكورية: 김형일)‏ (مواليد 27 أبريل 1984 في كوريا الجنوبية) لاعب كرة قدم كوري جنوبي يلعب حاليا في نادي بوهانغ ستيلرز الكوري الجنوبي .

## روابط خارجية
- كم هيونغ إل على موقع الاتحاد الدولي (مؤرشف)  (الإنجليزية)
- كم هيونغ إل على موقع دوري كوريا الجنوبية (الإنجليزية)
- كم هيونغ إل على موقع قاعدة بيانات كرة القدم.إي يو (الإنجليزية)
- كم هيونغ إل على موقع ناشيونال فوتبول تيمز (الإنجليزية)
- كم هيونغ إل على موقع Soccerway.com (الإنجليزية)
- كم هيونغ إل على موقع عالم كرة القدم.نت (الإنجليزية)